# Szerb férfi vízilabda-bajnokság (első osztály)
A szerb férfi vízilabda-bajnokság (szerbül: Ватерполо Првенcтвo Cрбије, latin átírásban: Vaterpolo Prvensztvo Szrbije) a Szerb Vízilabda-szövetség által szervezett vízilabda-versenysorozat, mely 2006 óta évente kerül megrendezésre.
Ezt megelőzően a jugoszláv és a Szerbia és Montenegró-i bajnokságban szerepeltek a szerb csapatok.
A bajnokságban tíz csapat vesz részt. Jelenlegi címvédő a Radnički Kragujevac.

## Az eddigi bajnokságok
| Év      | Első                                              | Második                                           | Harmadik                                          |
| ------- | ------------------------------------------------- | ------------------------------------------------- | ------------------------------------------------- |
| 2006–07 | Partizan Beograd                                  | Crvena zvezda Beograd                             | VK Vojvodina                                      |
| 2007–08 | Partizan Beograd                                  | Crvena zvezda Beograd                             | VK Vojvodina                                      |
| 2008–09 | Partizan Beograd                                  | VK Vojvodina                                      | VK Niš                                            |
| 2009–10 | Partizan Beograd                                  | VK Vojvodina                                      | VK Beograd                                        |
| 2010–11 | Partizan Beograd                                  | VK Vojvodina                                      | Crvena zvezda Beograd                             |
| 2011–12 | Partizan Beograd                                  | Crvena zvezda Beograd                             | VK Vojvodina                                      |
| 2012–13 | Crvena zvezda Beograd                             | Radnički Kragujevac                               | Partizan Beograd                                  |
| 2013–14 | Crvena zvezda Beograd                             | Radnički Kragujevac                               | Partizan Beograd                                  |
| 2014–15 | Partizan Beograd                                  | Radnički Kragujevac                               | Crvena zvezda Beograd                             |
| 2015–16 | Partizan Beograd                                  | Crvena zvezda Beograd                             | Radnički Kragujevac                               |
| 2016–17 | Partizan Beograd                                  | VK Vojvodina                                      | Crvena zvezda Beograd                             |
| 2017–18 | Partizan Beograd                                  | Crvena zvezda Beograd                             | VK Šabac                                          |
| 2018–19 | VK Šabac                                          | Crvena zvezda Beograd                             | Radnički Kragujevac                               |
| 2019–20 | A koronavírus-járvány miatt nem avattak bajnokot. | A koronavírus-járvány miatt nem avattak bajnokot. | A koronavírus-járvány miatt nem avattak bajnokot. |
| 2020–21 | Radnički Kragujevac                               | VK Novi Beograd                                   | Crvena zvezda Beograd                             |
| 2021–22 | VK Novi Beograd                                   | Radnički Kragujevac                               | VK Šabac                                          |
| 2022–23 | VK Novi Beograd                                   | Crvena zvezda Beograd                             | Radnički Kragujevac                               |
| 2023–24 | VK Novi Beograd                                   | Radnički Kragujevac                               | VK Šabac                                          |
| 2024–25 | Radnički Kragujevac                               | VK Novi Beograd                                   | VK Šabac                                          |

### Bajnoki címek megoszlás szerint
| Csapat                | Címek | Címek                                                      |
| --------------------- | ----- | ---------------------------------------------------------- |
| Partizan Beograd      | 10    | 2007, 2008, 2009, 2010, 2011, 2012, 2015, 2016, 2017, 2018 |
| VK Novi Beograd       | 3     | 2022, 2023, 2024                                           |
| Crvena zvezda Beograd | 2     | 2013, 2014                                                 |
| Radnički Kragujevac   | 2     | 2021, 2025                                                 |
| VK Šabac              | 1     | 2019                                                       |